# Copestylum varichaetum
Copestylum varichaetum är en tvåvingeart som först beskrevs av Charles Howard Curran 1925.  Copestylum varichaetum ingår i släktet Copestylum och familjen blomflugor.
Artens utbredningsområde är Peru. Inga underarter finns listade i Catalogue of Life.